# Bruta Ansiedade
"Bruta Ansiedade" é uma canção do grupo de música pop brasileiro Dominó, incluída em seu álbum autointitulado de 1988. A faixa foi lançada como terceiro single, após o sucesso de "As Palavras", do mesmo ano.
Trata-se de uma versão em português, feita por Edgard Poças, da canção (em espanhol) "¡Que Mal, Que Mal!", lançada pela dupla de música pop e rock espanhola Veni Vidi Vici. Ela integra o álbum Alea Jacta Est La Suerte Ya Está Echada da dupla e composta pelos seus dois integrantes: Javier Losada e Daniel Maroto, em 1987.
A gravadora havia conversado com os integrantes do Dominó, que a música seria lançada como o segundo single do quarto álbum de estúdio do grupo, também conhecido como o "Álbum Preto", após o single de "Com Todos Menos Comigo". Após conversas, a gravadora optou por lançar a faixa "As Palavras", que trazia a participação de Angélica. O integrante Nill não gostou da troca e pediu para que fosse mantida a escolha de "Bruta Ansiedade", o que causou desconforto com os outros integrantes. A relação entre ele e os membros passava por um momento delicado, o cantor chegou a dizer que se sentia um estranho dentro do Dominó. O single de "Bruta Ansiedade" acabou sendo o terceiro a ser lançado do álbum de 1988 e o penúltimo a ter a participação do Nill como integrante.
"Bruta Ansiedade" entrou para a trilha sonora de um filme de Os Trapalhões, intitulado O Casamento dos Trapalhões, no qual o grupo também atua. A música ganhou um videoclipe dirigido por Elias Abrão.
Comercialmente, tornou-se mais um sucesso do grupo. O Jornal do Brasil publicou em algumas ocasiões as posições de algumas músicas do álbum em sua parada de sucessos semanal, intitulada "Faixa Quente". De acordo com o jornal, na rádio 105 FM do estado do Rio de Janeiro, a canção "Bruta Ansiedade" atingiu a posição de número 4. Já segundo o jornal Correio Braziliense, a música atingiu a posição de número 3 na 105 FM de Brasília.
A música foi incluída na primeira coletânea de sucessos do grupo, intitulada Hits, lançada em 1989.

## Lista de faixas
- Créditos adaptados dos singles de Bruta Ansiedade.[2]

#### Single 12"
Lado A
| N.º | Título            | Compositor(es)                                       | Duração |  |
| 1.  | "Bruta Ansiedade" | Javier Losada, Daniel Maroto, versão de Edgard Poças | 3:28    |  |

Lado B
| N.º | Título            | Compositor(es)                                       | Duração |  |
| 1.  | "Bruta Ansiedade" | Javier Losada, Daniel Maroto, versão de Edgard Poças | 3:28    |  |

## Tabelas

### Tabelas semanais
| Tabela musical (1988)                    | Melhor posição |
| ---------------------------------------- | -------------- |
| Brasil (Jornal do Brasil "Faixa Quente") | 4              |
| Brasil (Correio Braziliense')            | 3              |